# فرودگاه نیروی هوایی سلطنتی کرانول
فرودگاه نیروی هوایی سلطنتی کرانول (به انگلیسی: RAF Cranwell) یک فرودگاه نظامی است که یک باند فرود آسفالت دارد و طول باند آن ۱۴۶۱ متر است. این فرودگاه در کشور انگلستان قرار دارد و در ارتفاع ۶۶ متری از سطح دریا واقع شده است.